# Circonscription électorale de Kumamoto
La circonscription électorale de Kumamoto (熊本県選挙区, Kumamoto-ken senkyo-ku) est une subdivision électorale de la Chambre des conseillers du Japon, représentant la préfecture de Kumamoto. Deux conseillers y sont élus au scrutin uninominal majoritaire à un tour.

## Conseillers
| Série 1                           | Série 1                           | Série 1                          | Série 1                         | Élection                       | Série 2                          | Série 2                          | Série 2                         | Série 2                         |
| 1er (1947 : 1er, mandat de 6 ans) | 1er (1947 : 1er, mandat de 6 ans) | 2e (1947 : 2e, mandat de 6 ans)  | 2e (1947 : 2e, mandat de 6 ans) | Élection                       | 1er (1947 : 3e, mandat de 3 ans) | 1er (1947 : 3e, mandat de 3 ans) | 2e (1947 : 4e, mandat de 3 ans) | 2e (1947 : 4e, mandat de 3 ans) |
| --------------------------------- | --------------------------------- | -------------------------------- | ------------------------------- | ------------------------------ | -------------------------------- | -------------------------------- | ------------------------------- | ------------------------------- |
|                                   | Susumu Takata (ja) (PD)           |                                  | Itaru Horiuchi (ja) (PSJ)       | 1947                           |                                  | Yasaburō Taniguchi (ja) (PD)     |                                 | Rokurō Fukami (ja) (PLJ)        |
|                                   | Susumu Takata (ja) (PD)           | Gishin Jō (ja) (PLJ)             | 1948,                           |                                |                                  | Yasaburō Taniguchi (ja) (PD)     |                                 | Rokurō Fukami (ja) (PLJ)        |
| 1950                              | Susumu Takata (ja) (PD)           | Gishin Jō (ja) (PLJ)             |                                 | Rokurō Fukami (PL)             |                                  | Yasaburō Taniguchi (PDP)         |                                 |                                 |
|                                   | Tsuruhei Matsuno (ja) (PL)        | Gishin Jō (ja) (PLJ)             | 1952,                           | Rokurō Fukami (PL)             |                                  | Yasaburō Taniguchi (PDP)         |                                 |                                 |
|                                   | Tsuruhei Matsuno (ja) (PL)        | Kōsaku Teramoto (ja) (Kaishintō) | 1953                            | Rokurō Fukami (PL)             |                                  | Yasaburō Taniguchi (PDP)         |                                 |                                 |
| 1956                              | Tsuruhei Matsuno (ja) (PL)        | Kōsaku Teramoto (ja) (Kaishintō) |                                 | Moriyoshi Morinaka (ja) (PSJ)  |                                  | Masaharu Hayashida (ja) (Ind.)   |                                 |                                 |
|                                   | Saburō Sakurai (ja) (PLD)         |                                  | Tsuruhei Matsuno (PLD)          | Moriyoshi Morinaka (ja) (PSJ)  | 1959                             | Masaharu Hayashida (ja) (Ind.)   |                                 |                                 |
| Susumu Nogami (ja) (PLD)          | 1960,                             |                                  | Tsuruhei Matsuno (PLD)          | Moriyoshi Morinaka (ja) (PSJ)  |                                  | Masaharu Hayashida (ja) (Ind.)   |                                 |                                 |
| Susumu Nogami (ja) (PLD)          | 1962                              |                                  | Tsuruhei Matsuno (PLD)          | Noboru Sonoki (ja) (PLD)       |                                  | Masaharu Hayashida (PLD)         |                                 |                                 |
| Susumu Nogami (ja) (PLD)          | Issei Sawada (ja) (PLD)           | 1962,                            |                                 | Noboru Sonoki (ja) (PLD)       |                                  | Masaharu Hayashida (PLD)         |                                 |                                 |
| Susumu Nogami (ja) (PLD)          | Issei Sawada (ja) (PLD)           | ,1963                            | Ryūtoku Kitaguchi (ja) (PLD)    |                                |                                  | Masaharu Hayashida (PLD)         |                                 |                                 |
|                                   | Issei Sawada (ja) (PLD)           | Moriyoshi Morinaka (PSJ)         | Ryūtoku Kitaguchi (ja) (PLD)    | 1965                           |                                  | Masaharu Hayashida (PLD)         |                                 |                                 |
| ,1965                             | Issei Sawada (ja) (PLD)           | Moriyoshi Morinaka (PSJ)         | Kiyomitsu Sonoda (ja) (PLD)     |                                |                                  | Masaharu Hayashida (PLD)         |                                 |                                 |
| 1968                              | Issei Sawada (ja) (PLD)           | Moriyoshi Morinaka (PSJ)         | Kōun Takata (ja) (PLD)          | Kiyomitsu Sonoda (PLD)         |                                  |                                  |                                 |                                 |
|                                   | Kōsaku Teramoto (PLD)             |                                  | Kōun Takata (ja) (PLD)          | Kiyomitsu Sonoda (PLD)         | Moriyoshi Morinaka (PSJ)         | 1971                             |                                 |                                 |
| 1974                              | Kōsaku Teramoto (PLD)             |                                  | Kōun Takata (ja) (PLD)          | Kiyomitsu Sonoda (PLD)         | Moriyoshi Morinaka (PSJ)         |                                  |                                 |                                 |
| Shinji Miyoshi (ja) (PLD)         |                                   | Morihiro Hosokawa (PLD)          | Kōun Takata (ja) (PLD)          | Kiyomitsu Sonoda (PLD)         | 1977                             |                                  |                                 |                                 |
| Shinji Miyoshi (ja) (PLD)         | ,1977                             | Morihiro Hosokawa (PLD)          | Yukio Tashiro (ja) (PLD)        | Kiyomitsu Sonoda (PLD)         |                                  |                                  |                                 |                                 |
| Hassui Miura (ja) (PLD)           | 1979,                             | Morihiro Hosokawa (PLD)          | Yukio Tashiro (ja) (PLD)        | Kiyomitsu Sonoda (PLD)         |                                  |                                  |                                 |                                 |
| Hassui Miura (ja) (PLD)           | 1980                              | Morihiro Hosokawa (PLD)          | Yukio Tashiro (ja) (PLD)        | Kiyomitsu Sonoda (PLD)         |                                  |                                  |                                 |                                 |
| Issei Sawada (PLD)                | Masaru Urata (ja) (PLD)           | 1983                             | Yukio Tashiro (ja) (PLD)        | Kiyomitsu Sonoda (PLD)         |                                  |                                  |                                 |                                 |
| Issei Sawada (PLD)                | Masaru Urata (ja) (PLD)           | ,1985                            | Yukio Tashiro (ja) (PLD)        | Yūshin Morizumi (ja) (PLD)     |                                  |                                  |                                 |                                 |
| Issei Sawada (PLD)                | Masaru Urata (ja) (PLD)           | 1986                             | Yukio Tashiro (ja) (PLD)        | Yūshin Morizumi (ja) (PLD)     |                                  |                                  |                                 |                                 |
|                                   | Teiko Kihira (ja) (Ind.)          |                                  | Yukio Tashiro (ja) (PLD)        | Yūshin Morizumi (ja) (PLD)     | Issei Sawada (Ind.)              | 1989                             |                                 |                                 |
| 1992                              | Teiko Kihira (ja) (Ind.)          | Yūshin Morizumi (PLD)            |                                 | Masaru Urata (Ind.)            | Issei Sawada (Ind.)              |                                  |                                 |                                 |
|                                   | Kiyoshi Asoda (ja) (Shinshintō)   | Yūshin Morizumi (PLD)            |                                 | Masaru Urata (Ind.)            | Issui Miura (ja) (Ind.)          | 1995                             |                                 |                                 |
| 1998                              | Kiyoshi Asoda (ja) (Shinshintō)   |                                  | Ryōichi Honda (ja) (PDJ)        |                                | Issui Miura (ja) (Ind.)          | Hitoshi Kimura (ja) (PLD)        |                                 |                                 |
|                                   | Hirohide Uozumi (ja) (Ind.)       | 2000,                            | Ryōichi Honda (ja) (PDJ)        |                                | Issui Miura (ja) (Ind.)          | Hitoshi Kimura (ja) (PLD)        |                                 |                                 |
|                                   | Issui Miura (PLD)                 | –                                | –                               | 2001                           |                                  | Hitoshi Kimura (ja) (PLD)        |                                 |                                 |
| 2004                              | Issui Miura (PLD)                 | –                                | –                               |                                | Hitoshi Kimura (PLD)             | –                                | –                               |                                 |
|                                   | Nobuo Matsuno (ja) (PDJ)          | –                                | –                               | 2007                           | Hitoshi Kimura (PLD)             | –                                | –                               |                                 |
| 2010                              | Nobuo Matsuno (ja) (PDJ)          | –                                | –                               | Yoshifumi Matsumura (ja) (PLD) |                                  | –                                | –                               |                                 |
|                                   | Seishi Baba (ja) (PLD)            | –                                | –                               | Yoshifumi Matsumura (ja) (PLD) | 2013                             | –                                | –                               |                                 |
| 2016                              | Seishi Baba (ja) (PLD)            | –                                | –                               | Yoshifumi Matsumura (ja) (PLD) |                                  | –                                | –                               |                                 |
| 2019                              | Seishi Baba (ja) (PLD)            | –                                | –                               | Yoshifumi Matsumura (ja) (PLD) |                                  | –                                | –                               |                                 |
| 2022                              | Seishi Baba (ja) (PLD)            | –                                | –                               | Yoshifumi Matsumura (ja) (PLD) |                                  | –                                | –                               |                                 |
| 2025                              | Seishi Baba (ja) (PLD)            | –                                | –                               | Yoshifumi Matsumura (ja) (PLD) |                                  | –                                | –                               |                                 |